# Drasticky dojemný Dexter
Drasticky dojemný Dexter je kriminální a hororová novela od amerického spisovatele Jeffa Lindsaye v originále poprvé vydaná roku 2005.

## Děj knihy
Do Miami se vrací známá temná sadistická postava z minulosti seržanta Doakese a začíná zabíjet všechny své bývalé kolegy z americké armády, kteří bojovali v občanské válce v Salvadoru. Tento vrah využívá opravdu podivný styl mučení, za která si vysloužil i jméno "Dr. Danko" – svou oběť unese, nadopuje sedativy a poté po několik dní odstraňuje končetiny, části obličeje, genitálie a další části těla a nechává své oběti na to koukat v pečlivě nastaveném zrcadle.
Mezitím je Dexter stále více podezříván seržantem Doaksem. Doakes ho hlídá ve dne v noci a Dexter si teda nemůže najít čas na své vražedné choutky což je pro Dextera velmi znepokojující. Na Miamskou policii je nečekaně přizván zvláštní agent Kyle Chutsky, který do vyšetřování zločinů přizve Dextera. Dr. Danko si vyhlíží další oběť. Dexter si však případu začíná více všímat teprve až když agent Chutsky, který je zároveň novým přítelem Deborah, je na Dr. Dankově seznam obětí jako první.
Uprostřed tohoto chaosu se navíc nechtěně zasnoubí s Ritou. Na povrch vyplývají nové věci – Cody, syn Rity, začíná projevovat stejné sociopatické sklony, které Dexter prožíval, když byl malý.
"Pro démonického dobrodruha Dextera taky platí skautské heslo: Buď připraven!"